# Jorge Recalde
Jorge Raúl Recalde (Mina Clavero, 1951. augusztus 9. – Villa Dolores, 2001. március 10.) argentin autóversenyző, egyszeres rali-világbajnoki futamgyőztes.

## Pályafutása

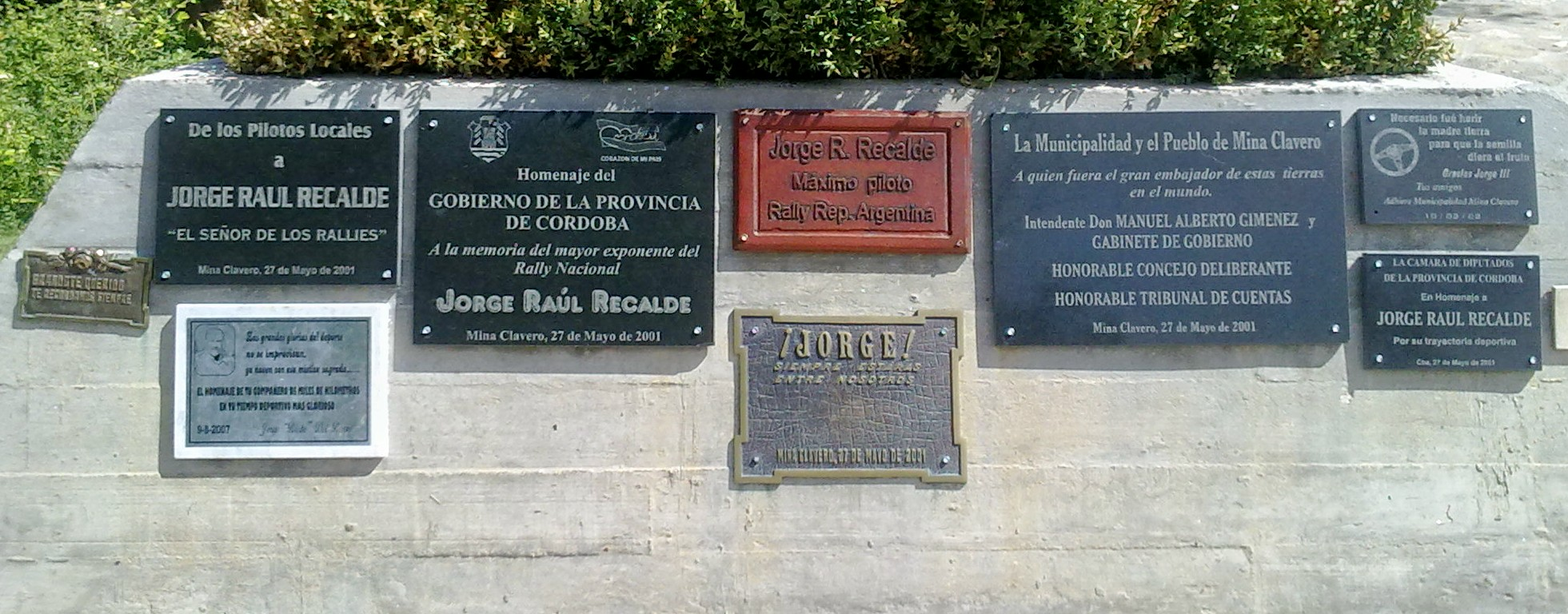
Emléktáblák Mina Clavero-i házán

1980 és 2000 között vett részt a rali-világbajnokság futamain. Ez idő alatt hatvankilenc versenyen indult, nyolc alkalommal állt dobogón, ötvennyolc szakaszgyőzelmet szerzett, és egy alkalommal lett első. Az 1988-as Argentin ralin elért győzelmével, máig ő az egyetlen argentin aki nyerni tudott a világbajnokságon. Pályafutása során több gyári csapat alkalmazásában állt, ezek: Audi, Lancia, Mitsubishi. Legelőkelőbb összetett világbajnoki helyezése a kilencedik hely volt, ezt három szezonban (1987, 1988, 1991) tudta teljesíteni.

### Rali-világbajnoki győzelem
| #  | Dátum               | Rali          | Navigátor       | Autó                   | Összefoglaló |
| -- | ------------------- | ------------- | --------------- | ---------------------- | ------------ |
| 1. | 1988. augusztus 2-6 | Argentin rali | Jorge del Buono | Lancia Delta Integrale | Összefoglaló |

## Külső hivatkozások
- Profilja a rallybase.nl honlapon
- Profilja a juwra.com honlapon
- Profilja az ewrc.cz honlapon